# Omar Correa
Omar Correa, vollständiger Name Omar Daniel Correa, (* 20. Jahrhundert) ist ein ehemaliger uruguayischer Fußballspieler.

## Karriere

### Verein
Torhüter Correa stand mindestens 1975 in Reihen des in Montevideo beheimateten Vereins River Plate Montevideo. 1976 spielte er für River Plate aus Argentinien, wurde allerdings lediglich in einer Partie eingesetzt.

### Nationalmannschaft
Correa gehörte der uruguayischen U-20-Nationalmannschaft an, die 1975 an der Junioren-Südamerikameisterschaft in Peru teilnahm und den Titel gewann. Im Verlaufe des Turniers wurde Correa von Trainer Walter Brienza dreimal eingesetzt. Überdies war er Teil des uruguayischen Aufgebots bei den Panamerikanischen Spielen 1975. Uruguay schied dort in der Vorrunde aus. Er war auch Mitglied der A-Nationalmannschaft Uruguays, für die er am 25. Juni 1975 beim 3:1-Sieg gegen Chile bei der Copa Juan Pinto Durán und am 8. Juni 1977 bei der 0:2-Heimniederlage gegen die Nationalmannschaft der Bundesrepublik Deutschland auflief. Somit absolvierte er insgesamt zwei A-Länderspiele. Bei der Copa América 1975 gehörte er zwar dem uruguayischen Kader an, wurde aber nicht eingesetzt.

### Erfolge
- U-20-Südamerikameister: 1975